# Drets del col·lectiu LGBT al Vietnam

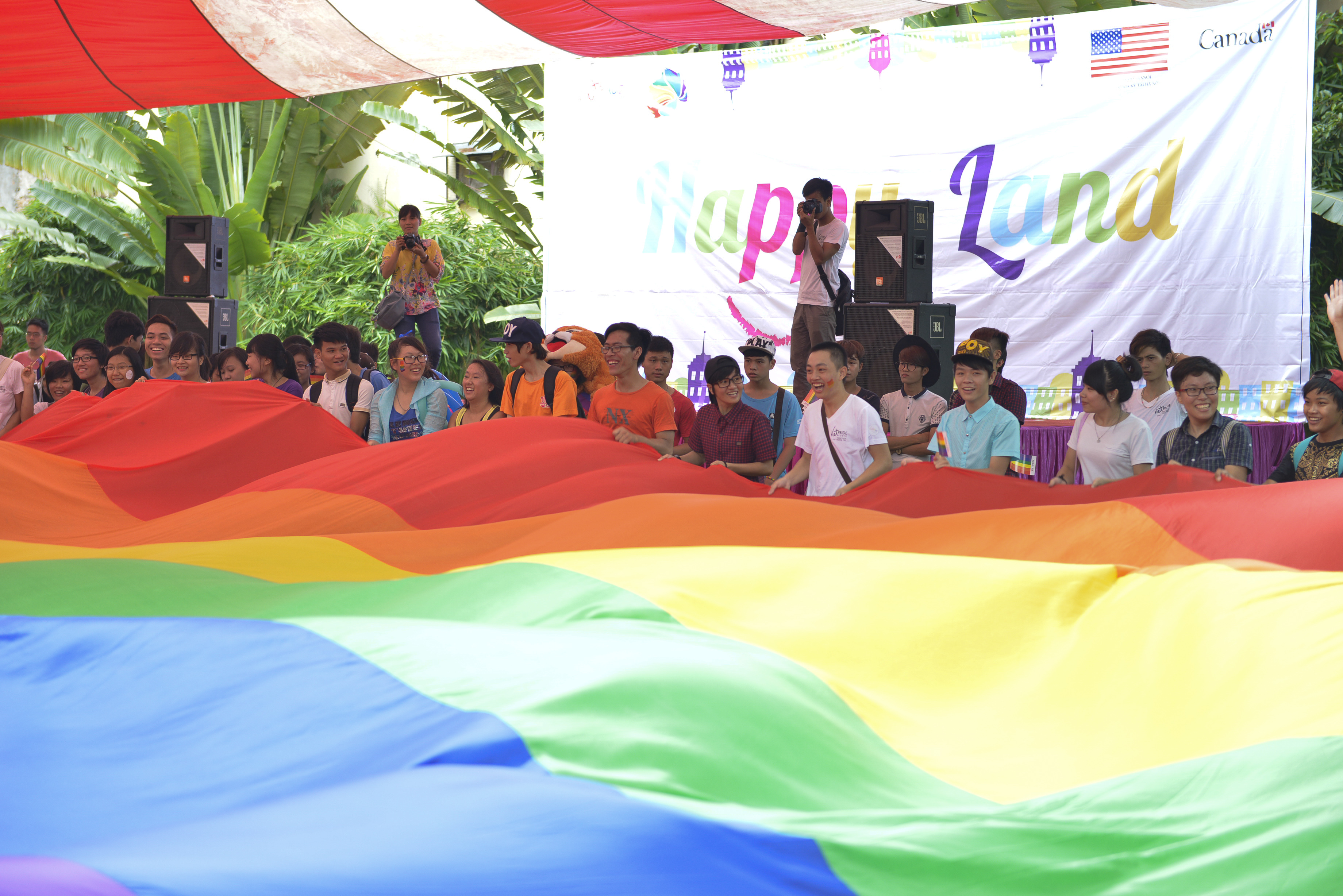
Participants en la desfilada de l'orgull vietnamita de 2014

Les persones lesbianes, gais, bisexuals i transsexuals (LGBT) del Vietnam poden enfrontar-se a reptes legals que no experimenten els residents no LGBT. Des de l'any 2000, les activitats sexuals entre persones del mateix sexe, tant masculines com femenines, són legals i es creu que mai han estat criminalitzades en la història del Vietnam. No obstant això, les parelles del mateix sexe i les llars encapçalades per parelles del mateix sexe no poden acollir-se a les proteccions legals disponibles per a les parelles del sexe oposat. No existeixen proteccions contra la discriminació per a les persones LGBT. El 24 de novembre de 2015 es va legalitzar oficialment el dret a canviar de gènere al Vietnam després de l'aprovació per l'Assemblea Nacional de la Llei Civil d'Esmena de 2015 que permet el canvi de gènere.
La primera desfilada de l'orgull LGBT del Vietnam va tenir lloc pacíficament a Hanoi el 5 d'agost de 2012. En 2017, es van celebrar desfilades de l'orgull en unes 35 ciutats i províncies més.
El novembre de 2016, el Vietnam, Corea del Sud, el Japó, les Filipines, Israel, Tailàndia, Timor Oriental, Nepal, Geòrgia, Turquia, Sri Lanka i Mongòlia van ser els únics països asiàtics de les Nacions Unides que van votar a favor del nomenament d'un expert independent per a conscienciar sobre la discriminació a la qual s'enfronta la comunitat LGBT i trobar maneres de protegir-la adequadament. El Grup Africà va protestar contra la creació del nou lloc.

## Opinió pública
En 2001, una enquesta va revelar que el 82% dels vietnamites creia que l'homosexualitat "mai és acceptable".
En 2007, la Universitat Pedagògica de Ciutat Ho Chi Minh va realitzar una enquesta entre 300 alumnes de tres escoles secundàries i preparatòries i va descobrir que el 80% dels alumnes responia «no» quan se'ls preguntava: "És dolenta l'homosexualitat?".
Una enquesta de març de 2014 va indicar que el 33,7% dels vietnamites donava suport al matrimoni entre persones del mateix sexe, mentre que el 53% s'oposava.
Una enquesta en línia realitzada el desembre de 2016 va descobrir que el 45% dels enquestats donava suport a la legalització del matrimoni entre persones del mateix sexe, mentre que el 25% s'oposava i el 30% responia "no ho sé".

## Drets dels transsexuals
En 2017, el Ministeri de Sanitat va estimar que la població transgènere del Vietnam era d'entre 270.000 i 300.000 persones (0.29-0.32% de la població total). El març de 2019, una enquesta duta a terme per associacions locals de transsexuals va determinar que hi havia gairebé 500.000 persones transgènere al país (0.5% de la població total).
Un estudi de 2018 va revelar que el 67,5% de les persones transgènere enquestades sofria problemes psicològics i que al voltant del 60% havia intentat suïcidar-se, el 23% havia estat "obligat a mantenir relacions sexuals amb uns altres", el 16% havia sofert violència sexual i el 83% havia experimentat humiliacions.
El 24 de novembre de 2015, el Vietnam va aprovar una llei històrica per 282-84 vots, que consagra els drets de les persones transgènere en una mesura que, segons els grups de defensa, aplana el camí per a la cirurgia de reassignació sexual. Anteriorment, aquestes operacions eren il·legals, la qual cosa obligava les persones a viatjar a la veïna Tailàndia per a sotmetre's a elles. La legislació permet a les persones que s'han sotmès a la reassignació de sexe registrar-se amb el sexe que s'identifica. La llei va entrar en vigor el gener de 2017. No obstant això, perquè aquesta llei s'apliqui plenament, és necessari aprovar un altre projecte de llei. Aquest projecte de llei abasta els requisits per als sol·licitants de canvi de sexe i els requisits per als qui ho realitzen. Al novembre de 2018, parlant en un esdeveniment sobre els drets dels transsexuals, la Unió d'Associacions de Ciència i Tecnologia de Việt Nam i Nguyễn Huy Quang, cap del Departament de Legislació del Ministeri de Salut, van anunciar que s'espera que l'Assemblea Nacional debati el projecte de llei en 2020.

## Servei militar
Al Vietnam es pot servir en les Forces Armades independentment de l'orientació sexual. El servei militar és voluntari per a homes i dones a partir dels 18 anys.

## Taula de resum
| Activitat sexual legal amb el mateix sexe                                                                    | Yes                                                               |
| Mateixa edat de consentiment                                                                                 | Yes                                                               |
| Lleis antidiscriminació a la feina                                                                           | No                                                                |
| Lleis antidiscriminació en la prestació de béns i serveis                                                    | ( per transgèneres).                                              |
| Lleis antidiscriminació en tots els altres àmbits (inclosa la discriminació indirecta, la incitació a l'odi) | No                                                                |
| Matrimoni del mateix sexe                                                                                    | No                                                                |
| Reconeixement de les parelles del mateix sexe                                                                | No                                                                |
| Adopció homoparental                                                                                         | No                                                                |
| Adopció conjunta per parelles del mateix sexe                                                                | No                                                                |
| Prestació de servei militar per gais i lesbianes                                                             | Yes                                                               |
| Dret legal a canviar de gènere                                                                               | [ 21 ] [ 22 ]                                                     |
| Accés a la fecundació in vitro per lesbianes                                                                 | (des del 2017).                                                   |
| Teràpia de conversió prohibida als menors                                                                    | Yes                                                               |
| Subrogació comercial per a parelles d'homes homosexuals                                                      | (Prohibició explícita sense tenir en compte l'orientació sexual). |
| Permís per donar sang als HSH                                                                                | Yes                                                               |